# Suíça nos Jogos Olímpicos de Inverno de 1998
A Suíça participou dos Jogos Olímpicos de Inverno de 1998 em Nagano, Japão.

## Medalhas
| Atleta                                                                       | Esporte            | Evento                   | Medalha |
| ---------------------------------------------------------------------------- | ------------------ | ------------------------ | ------- |
| Daniel Müller Diego Perren Dominic Andres Patrick Hürlimann Patrik Lörtscher | Curling            | Masculino                | Ouro    |
| Gian Simmen                                                                  | Snowboard          | Halfpipe masculino       | Ouro    |
| Marcel Rohner Markus Nüssli Markus Wasser Beat Seitz                         | Bobsleigh          | Equipes masculinas       | Prata   |
| Didier Cuche                                                                 | Esqui alpino       | Super-G masculino        | Prata   |
| Michael von Grünigen                                                         | Esqui alpino       | Slalom gigante masculino | Bronze  |
| Colette Brand                                                                | Esqui estilo livre | Aerials feminino         | Bronze  |
| Ueli Kestenholz                                                              | Snowboard          | Slalom gigante masculino | Bronze  |

Legenda
| Recorde mundial      | Recorde mundial (World record)               |                       | Recorde africano                      | Recorde africano (African) |                                           | Q | Classificado por posição (Qualified) |
| Recorde olímpico     | Recorde olímpico (Olympic record)            | Recorde da América    | Recorde da América (Americas)         | q                          | Classificado por melhor tempo (Qualified) |   |                                      |
| Melhor marca do ano  | Melhor marca do ano (World leading)          | Recorde asiático      | Recorde asiático (Asian)              | DNS                        | Não largou (Did not start)                |   |                                      |
| Recorde nacional     | Recorde nacional (National record)           | Recorde europeu       | Recorde europeu (European)            | DNF                        | Não terminou (Did not finish)             |   |                                      |
| Recorde pessoal      | Recorde pessoal do atleta (Personal best)    | Recorde da Oceania    | Recorde da Oceania (Oceania)          | DSQ / DQ                   | Desclassificado (Disqualified)            |   |                                      |
| Recorde da temporada | Recorde da temporada do atleta (Season best) | Recorde sul-americano | Recorde sul-americano (South America) | NM                         | Sem marca (No mark)                       |   |                                      |